# Corriere diplomatico (film)
Corriere diplomatico (Diplomatic Courier) è un film statunitense del 1952 diretto da Henry Hathaway.
È un film di spionaggio con protagonisti Tyrone Power, Patricia Neal, Stephen McNally e Hildegard Knef che nei titoli di testa è accreditata come Hildegarde Neff. Appaiono in piccoli ruoli Charles Bronson (con il suo vero nome Charles Buchinski) nel ruolo di un agente russo, Michael Ansara e Lee Marvin. È basato su un romanzo di Peter Cheyney ed è ambientato poco dopo la fine della seconda guerra mondiale su un treno che va da Salisburgo a Trieste e che vede agenti statunitensi e sovietici contendersi un importante documento.

## Trama
Nell'immediato dopoguerra, in un clima da piena guerra fredda, un corriere diplomatico statunitense, Mike Kells, sale a Salisburgo su un treno diretto a Trieste per farsi consegnare scottanti documenti dall'amico e collega Sam Carew che, prima di riuscire a parlargli, viene assassinato da un gruppo di spie comuniste e gettato giù dal convoglio nel buio di una galleria. Desideroso di vendicarne la morte, Mike si trasforma in un'esca per stanare gli agenti d'oltrecortina che hanno commesso l'omicidio. Nel corso della sua indagine, incrocia il cammino di due donne affascinanti e molto diverse fra loro: una spregiudicata vedova sua connazionale e una bionda profuga che afferma di essere stata la fidanzata del morto.  Rischiando la pelle, e scampando a diversi attentati, Mike scopre infine la verità: dopo aver smascherato quella delle due donne che trama contro di lui, riesce a sottrarre l'altra alle grinfie degli agenti comunisti e, salvandola da morte certa, a farla fuggire verso la libertà.

## Produzione
Il film, diretto da Henry Hathaway su una sceneggiatura di Casey Robinson e Liam O'Brien, basata sul romanzo Sinister Errand dello scrittore inglese Peter Cheyney (noto per aver creato il personaggio dell'agente Lemmy Caution al quale Jean-Luc Godard dedicherà il film Agente Lemmy Caution: missione Alphaville), fu prodotto da Casey Robinson per la Twentieth Century Fox Film Corporation e girato a Salisburgo e a Trieste. Il 19 giugno 1950 era stato annunciato, per il principale ruolo maschile, il nome di Richard Widmark, successivamente rimpiazzato da Tyrone Power. L'attore Stephen McNally, interprete del ruolo del colonnello Cagle, fu chiesto in prestito alla Universal-International. Curiosa la scena in cui un agente sovietico, interpretato da Arthur Blake, si esibisce en travesti in un night-club di Trieste, imitando dapprima Carmen Miranda e poi Bette Davis.

## Distribuzione
Il film fu distribuito negli Stati Uniti dal 13 giugno 1952.
Alcune delle uscite internazionali sono state:
- in Svezia l'8 settembre 1952 (Uppdrag i Trieste)
- in Portogallo il 20 novembre 1952 (Correio Diplomático)
- in Austria nel gennaio del 1953 (Kurier nach Triest)
- in Spagna il 19 gennaio 1953 (Correo diplomático)
- in Germania Ovest il 30 gennaio 1953 (Kurier nach Triest)
- in Francia il 13 febbraio 1953 (Courrier diplomatique)
- in Finlandia il 20 febbraio 1953 (Tehtävä Triestessä)
- in Danimarca il 17 aprile 1953 (Kurér til Triest)
- in Argentina (Misión peligrosa en Trieste)
- in Messico (Misión peligrosa en Trieste)
- in Venezuela (Mensajero diplomático)
- in Brasile (Missão Perigosa em Trieste)
- in Belgio (Mission è Trieste)
- in Grecia (O kataskopos tis Tergestis)
- in Italia (Corriere diplomatico)

## Promozione
La tagline è: "No. 1 target for 1,000 enemy agents... from Paris - to Salzburg - to Trieste!".

## Critica
Secondo il Morandini è un "film spionistico con tipici toni da guerra fredda", il ritmo risulta "alacre", l'ambientazione accurata e la scelta degli attori efficace. Secondo AllMovie la sceneggiatura risulta "piena di buchi" ma l'ottima performance degli attori e del regista sopperiscono alla mancanza.